# Hathliodes fuscovittatus
Hathliodes fuscovittatus är en skalbaggsart som beskrevs av Stefan von Breuning 1940. Hathliodes fuscovittatus ingår i släktet Hathliodes och familjen långhorningar. Inga underarter finns listade i Catalogue of Life.